# テーパリット・ゴーキャットジム
テーパリット・ゴーキャットジム（Tepparith Kokietgym、1988年11月22日 - ）は、タイの元プロボクサー、キックボクサー。マハーサーラカーム県出身。元WBA世界スーパーフライ級王者。
 

## 来歴

### ムエタイ
ムエタイで約200戦160勝の戦績をあげてプロボクシングへ転向。

### ボクシング
2008年1月17日、ノンタブリー県のノンタブリー女子高等学校でテーパリッ・シンワンチャーの名前でチャナサック・ソー・サムランチャイ（タイ）と両者にとってのデビュー戦を行い、3回TKO勝ちを収めデビュー戦を白星で飾った。
2008年5月23日、アユタヤ県でこの試合がデビュー戦となるチャナサック・ギャットサックターニー（タイ）と対戦し、プロ初黒星となる6回判定負けを喫した。
2008年10月17日、バンコクでこの試合がデビュー戦となるサムソン・ソー・タナピンヨー（タイ）と対戦し、2回KO勝ちを収め再起を果たした。
2008年12月12日、チャイナート県ノーンマモーン郡でスリヤン・ポー・チャクチャイ（タイ）と対戦し、6回判定負けを喫した。
2009年3月30日、ロッブリー県のルータス・ショッピングセンターでヨーチャンチャイ・ナコンルアンプロモーション（タイ）と対戦し、6回判定勝ちを収め再起を果たした。
2009年12月25日、スパンブリー県バーンプラーマー郡のバーンプラーマー学校でニノ・スエロ（フィリピン）とPABAフライ級暫定王座決定戦を行い、12回3-0（109-100、108-101、107-102）の判定勝ちを収めて王座を獲得した。
2010年3月26日、プーケット県のカマラビーチでライアン・タンパス（フィリピン）と対戦、3回TKO勝ちを収めて初防衛に成功した。
2010年5月8日、PABAフライ級正規王者デンカオセーン・カオウィチット（タイ）のスーパー王座認定に伴い、空位となったPABAフライ級正規王者に認定された。
2010年6月11日、ペッチャブリー県で自身の持つPABAフライ級王座と空位のWBOアジア太平洋フライ級王座を懸けマーティン・キラキル（フィリピン）と対戦し、6回終了TKO勝ちを収めPABA王座2度目の防衛、WBOアジア太平洋王座の獲得に成功した。
2010年8月9日、サムットプラーカーン県プラプラデーン郡でアニス・セウンフィン（インドネシア）と対戦し、5回終了TKO勝ちを収めてPABA王座の3度目、WBOアジア太平洋王座の初防衛に成功した。
2010年9月19日、バンコクのザ・モール・ショッピングセンター・ガムウォンワンでレイ・ミグレノ（フィリピン）と対戦し、6回TKO勝ちを収めPABA王座の4度目の防衛に成功した。
2010年10月24日、パトゥムターニー県のワット・チェディ・ホイでアロング・デノイ（フィリピン）と対戦し、7回TKO勝ちを収めPABA王座の5度目の防衛に成功した。
2011年2月13日、クラビー県ランター島郡でマイケル・ロドリゲス（フィリピン）と対戦し、12回3-0（120-108、119-109、119-109）の判定勝ちを収めPABA王座の6度目の防衛に成功した。試合後、PABA王座を返上、WBOアジア太平洋王座も返上し、スーパーフライ級に転向した。
2011年5月1日、ペッチャブリー県ムアンペッチャブリー郡のベンジャマテープウティット大学でWBA世界スーパーフライ級暫定王者のドリアン・フランシスコ（フィリピン）と対戦し、3回にフランシスコからプロキャリア初のダウンを奪った末に12回3-0（117-111、114-113、114-113）の判定勝ちを収めて暫定ながら世界初挑戦で王座の獲得に成功した。
2011年11月、WBA世界スーパーフライ級正規王者清水智信（日本）の休養王座認定とWBA世界スーパーフライ級暫定王者テーパリット・ゴーキャットジムの正規王座認定という決定がなされ、清水が休養王者に、テーパリットが正規王者になった為、この頃にナリス・ボクシング・プロモーションからゴーキャットグループプロモーションズに移籍し、リングネームをテーパリッ・シンワンチャーからテーパリット・ゴーキャットジムに改名したと思われる。
2011年12月7日、大阪府立体育会館で元WBA世界フライ級王者でWBA世界スーパーフライ級1位の亀田大毅（日本）と対戦し、序盤からジャブを中心に手数と有効打で大毅を圧倒し、12回3-0（119-110、116-112、115-113）の判定勝ちを収めWBA王座の初防衛に成功した。
2012年4月4日、横浜アリーナで休養王者の清水智信（日本）と王座統一戦を行い、9回2分15秒TKO勝ちを収め王座統一に成功した（記録上はWBA王座の2度目の防衛）。
2012年9月1日、住吉スポーツセンターで元WBA世界スーパーフライ級王者でWBA世界スーパーフライ級10位の名城信男（日本）と対戦し、終盤こそ失速したものの12回2-0（115-113、115-114、114-114）の判定勝ちを収めWBA王座の3度目の防衛に成功した。
2012年12月31日、大田区総合体育館でWBA世界スーパーフライ級8位河野公平（日本）と対戦し、4回に3度のダウンを奪われプロ初のKO負けとなる4回2分8秒KO負けを喫しWBA王座の4度目の防衛に失敗、王座から陥落した。
2013年3月8日、スラートターニー県キエンサー郡でダイボーイ・サジロ（インドネシア）とPABAスーパーフライ級暫定王座決定戦を行い、12回3-0（120-109、120-108、119-109）の判定勝ちを収め、王座を獲得すると共に再起に成功した。
2013年5月10日、ロッブリー県バーンミー郡のワット・プノーイでジェッカー・ブハウェ（フィリピン）とABCOスーパーフライ級暫定王座決定戦を行い、12回3-0（3者とも119-109）の判定勝ちを収め王座を獲得した。
2013年9月、PABAスーパーフライ級暫定王座を返上、ABCOスーパーフライ級暫定王座も返上しバンタム級に転向した。
2013年10月4日、ナコーンラーチャシーマー県のワット・バーン・ライでこの試合がデビュー戦となるジュアン・シューソン（中国）とABCOコンチネンタルバンタム級王座決定戦を行い、5回TKO勝ちを収め王座を獲得した。
2013年12月27日、ムックダーハーン県のインドシナマーケットでリッキー・マヌフォーとPABAバンタム級王座決定戦を行い、2回2分38秒KO勝ちを収め王座を獲得した。 
2014年2月21日、ラオスサワンナケート県カイソーン・ポムウィハーン郡のサワン・ベガス・ホテル＆カジノでアルビン・バイス（フィリピン）と対戦し、9回2分12秒KO勝ちを収め初防衛に成功した。
2014年9月25日、1度も防衛戦を行うことなくPABAバンタム級王座を返上した。
2015年5月12日、バンコクの国王警護隊第11駐屯地内特設会場でヘンドリック・バロンサイとノンタイトル6回戦を行い、3回KO勝ちを収めた。
2015年12月25日、チエンマイ県のメージョー大学でジェミー・ゴーベルとノンタイトル6回戦を行い、3-0の判定勝ちを収めた。
2016年5月26日、ジュニア・バジャワと対戦し、6回TKO勝ちを収め、WBAアジア王座の防衛に成功した。この試合がボクシング最後の試合となった。

### キックボクシング復帰
来日して、大阪府のキックボクシングフィットネスジムでトレーナーとなる。
2018年12月16日、岡山武道館で開催された岡山キックボクシング主催興行で行われた59kg賞金トーナメントに出場。1回戦で髙橋聖人と対戦し、0-3の判定負けを喫した。
2019年5月18日、AbemaTVの番組「那須川天心にボクシングで勝ったら1000万円」で那須川天心と、2分3回、ヘッドギアあり、判定なし、挑戦者がKOで勝てば1000万の賞金が与えられる、特別ボクシングルールで対戦し、KOすることが出来ず賞金獲得はならなかった。
2021年7月18日、RISE WORLD SERIES 2021 OSAKAで鈴木真彦と57.5kg契約で対戦し、0-3の判定負けを喫した。

## 戦績

### プロキックボクシング
| キックボクシング 戦績 | キックボクシング 戦績 | キックボクシング 戦績 | キックボクシング 戦績 | キックボクシング 戦績 | キックボクシング 戦績 | キックボクシング 戦績 |
| --------------------- | --------------------- | --------------------- | --------------------- | --------------------- | --------------------- | --------------------- |
| 10 試合               | (T)KO                 | 判定                  | その他                | 引き分け              | 無効試合              |                       |
| 6 勝                  | 5                     | 1                     | 0                     | 0                     | 0                     |                       |
| 4 敗                  | 1                     | 3                     | 0                     | 0                     | 0                     |                       |

| 勝敗 | 対戦相手    | 試合結果                              | 大会名                                                         | 開催年月日     |
| ×    | 直也        | 3R+延長1R終了 判定0-3                 | GAINA魂                                                        | 2023年9月10日  |
| ○    | BEN”侍”Y'ZD | 2R 1:02 KO（左ボディ）                | BOM 43                                                         | 2023年8月6日   |
| ○    | 市村大斗    | 3R+延長1R終了 判定2-1                 | TWOFC Vol.5 Fight10                                            | 2023年3月26日  |
| ○    | 勝村翔平    | 1R 1:22 KO                            | AJKN.2 ～祭～ 【AJKNフェザー級王座決定戦】                     | 2022年9月18日  |
| ×    | 一馬        | 2R 1:10 KO（3ノックダウン：右フック） | RISE 155                                                       | 2022年2月23日  |
| ○    | 市村大斗    | 2R 2:54 TKO（右フック）               | RIZIN TRIGGER 1st                                              | 2021年11月28日 |
| ×    | 鈴木真彦    | 3R終了 判定0-3                        | RISE WORLD SERIES 2021 OSAKA                                   | 2021年7月18日  |
| ○    | 旭野穂      | 1R 2:55 KO（右ストレート）            | ACF 60th                                                       | 2021年6月6日   |
| ○    | 森本大喜    | 1R 2:32 TKO（右フック）               | ACF 55th                                                       | 2020年12月20日 |
| ×    | 髙橋聖人    | 3R終了 判定0-3                        | INNOVATION 岡山キックボクシング 【59kg賞金トーナメント 1回戦】 | 2018年12月16日 |

## 獲得タイトル
- PABAフライ級暫定王座（防衛1=正規王座認定）
- 第13代PABAフライ級王座（防衛5=返上）
- 第7代WBOアジア太平洋フライ級王座（防衛1=返上）
- WBA世界スーパーフライ級暫定王座（防衛0=正規王座認定）
- WBA世界スーパーフライ級王座（防衛3）
- PABAスーパーフライ級暫定王座（防衛0=返上）
- ABCOスーパーフライ級暫定王座（防衛0）
- ABCOコンチネンタルバンタム級王座（防衛1）
- 第11代PABAバンタム級王座（防衛0=返上）